# Tokyo Tales
A Tokyo Tales a Blind Guardian német power metal zenekar 1993-ban megjelent első koncertlemeze. A lemez anyagát két helyszínen rögzítették Japán fővárosában Tokióban. Az egyik helyszín a Koseinekin Hall volt 1992. december 4-én, a másik pedig két nappal később az NHK Hall.
2007. június 15-én egy bónuszszámmal újra kiadták az albumot.

## Számok listája
1. Inquisition – 0:47
2. Banish from Sanctuary – 6:03
3. Journey through the Dark – 5:12
4. Traveler in Time – 6:32
5. The Quest for Tanelorn – 6:03
6. Goodbye My Friend – 6:28
7. Time What is Time – 6:42
8. Majesty – 7:48
9. Valhalla – 6:08
10. Welcome to Dying – 5:56
11. Lost in the Twilight Hall – 7:26
12. Barbara Ann – 2:56

- 2007-es kiadás

11. Lord of the Rings (Japán Bónusz)
Feljegyzés: a 2007-es kiadáson a Lord of the Rings című dal a 11. pozícióba került a Lost in the Twilight World helyére, ami így a 12. szám lett. A Barbara Ann került a 13. helyre.

## Felállás
- Hansi Kürsch – ének és basszusgitár
- André Olbrich – szólógitár és háttérvokál
- Marcus Siepen – ritmus gitár és háttérvokál
- Thomas "Thomen" Stauch – dob

Vendég zenész
- Marc Zee – billentyű és háttérvokál

## Produkció
- Thomas "Länglich" Nisch - színpadi menedzser
- Sascha Wischnewsky - értékesítés
- Dirkie Busche - gitárok
- Daniel Kleckers - dobok
- Kalle Trapp - producer, hangmérnök
- Henry Klaere - turnémenedzser
- Jogi Cappel - világosítás
- Buffo Schnädelbach - fénykép
- Piet Sielck - hangmérnök asszisztens

## Külső hivatkozások
- A Blind Guardian hivatalos honlapja